# Peperomia trinervis
Peperomia trinervis är en pepparväxtart som beskrevs av Ruiz & Pav.. Peperomia trinervis ingår i släktet peperomior, och familjen pepparväxter. Utöver nominatformen finns också underarten P. t. minor.